# Região Geográfica Imediata de Cuité-Nova Floresta
A Região Geográfica Imediata de Cuité-Nova Floresta é uma das quinze regiões imediatas do estado brasileiro da Paraíba, uma das quatro regiões imediatas que compõem a Região Geográfica Intermediária de Campina Grande e uma das 509 regiões imediatas no Brasil, criadas pelo IBGE em 2017.
É composta por dez municípios, tendo uma população estimada pelo IBGE para 1.º de julho de 2017, de 95 002 habitantes e uma área total de 3 523,895 km².
A cidade-sede Cuité é a mais populosa da região, com 20 348 habitantes. Nova Floresta tem 10 639 habitantes.

## Municípios
Fonte: IBGE – Cidades
| Município           | População Estimativa 2017 | Área (km²) |
| ------------------- | ------------------------- | ---------- |
| Baraúna             | 4 925                     | 50,582     |
| Barra de Santa Rosa | 15 421                    | 775,655    |
| Cuité               | 20 348                    | 741,840    |
| Damião              | 5 343                     | 185,685    |
| Frei Martinho       | 2 990                     | 244,317    |
| Nova Floresta       | 10 639                    | 47,379     |
| Nova Palmeira       | 4 910                     | 310,352    |
| Pedra Lavrada       | 8 122                     | 351,680    |
| Picuí               | 18 737                    | 661,657    |
| Sossêgo             | 3 567                     | 154,748    |
| Total               | 95 002                    | 3 523,895  |